# Собор Непорочного Зачаття (Філадельфія)
Собор Непорочного Зачаття — український католицький собор, розташований у мікрорайоні Poplar, Філадельфія, штат Пенсільванія, США. Підпорядковується Архиєпархії Філадельфії УГКЦ.

## Історія
Русини, католики, які належать до молитовного життя візантійської церкви і були відомими в Австро-Угорській імперії, почали іммігрувати до США в кінці 1870-х років. Русинський священик іммігрував у 1884 році і благословив свою першу церкву в Шенандоа, штат Пенсільванія.  Найдавніші іммігранти до Філадельфії оселилися в Northern Liberties між Шостою та Сьомою вулицями, на південь від проспекту Жирара.  Вони заснували парафію Непорочного Зачаття в 1886 році.
У 1964 році, коли планувалося замінити собор 1907 року, кілька членів конгрегації хотіли, щоб нова церква була побудована в передмісті, де вони мешкали. Архиєпископ Амвросій Сенишин вирішив будувати нову споруду, де стояла стара церква.  Наріжний камінь був закладений 16 жовтня 1966 року, і він містить камінь з гробниці святого Петра, який Папа Павло VI передав архієпископу Сенишину.  Папа Іван Павло ІІ відвідав собор 4 жовтня 1979 року.

## Архітектура
Собор був спроєктований Юліаном Ястремським у неовізантійському стилі. Центральний купол собору покритий скляними венеціанськими скляними плитками 1/4 дюйма з 22-каратового золота, скріпленого у склі. В інтер’єрі купола зображена мозаїка Пантократора. В основі купола 32 вікна. Вони зображують герб регіонів України, пап, єпископів та релігійні ордени, які сприяли зростанню української католицької церкви в США.
У мозаїці на стіні святилища зображена Богородиця. Внизу Матері Божої — мозаїка Тайної вечері. Праворуч від цієї мозаїки зображено Еммаус з Євангелія від Луки, ліворуч — мозаїка Відвідання Пресвятої Трійці з Книги Буття. Вітражі в святилищі зображають 12 шестикрилих ангелів, як описано в Книзі Ісаї.
Іконостас був розроблений Христиною Дохват. Посередині — Царські врата, на яких є зображення Благовіщення та ікони чотирьох євангелістів. Праворуч від Царських врат розміщені ікони Христа Учителя, святого Стефана Первомученика (на дияконських дверях) та святого Івана Хрестителя. Ліворуч від Царських врат зображені ікони із зображенням Божої Матері з немовлям Ісусом, Архангелом Михаїлом (на дверях диякона) та святим Миколаєм Чудотворцем. Над Царськими вратами — ікона Тайної вечері. На вершині Іконостаса зображено розп'яття та ікону Христа Царя.

## Склеп
Внизу собору розміщується склеп, що містить останки українських католицьких єпископів Філадельфії:
- Єпископ Сотер Ортинський, ЧСВВ
- Архієпископ Костянтин Бохачевський
- Архієпископ Амвросій Сенишин, ЧСВВ